# Кад Мики каже да се боји (филм)
Кад Мики каже да се боји је хрватски документарни филм о ликовима из песама групе Азра. Назив је добио по истоименој песми коју првобитно изводи Парни ваљак (касније и Азра) на музику и текст Штулића који је био привремени члан. Филм је изашао 2005. године.

## Опис филма
Мирна, Чера, Кипо, Сузи Ф, Маја Пришт, Грација, Мики, Јаблан само су неки од протагониста легендарних песама Бранимира Џонија Штулића. Документарни филм 'Кад Мики каже да се боји' приближава нам урбани свет Штулићевих стихова кроз разговоре са овим људима са загребачког асфалта, али и објашњава друштвено-политичке прилике упркос начину на који су ови стихови настали и интимним животним приликама аутора који их је писао, још једном доказујући да је највећи рок песник ових простора који је заиста „опевао живот који је живео.
Редитељка Инес Плетикос објашњава како је Бранимир Штулић добио надимак Џони, како је и зашто основао бенд Азра, говори о правим разлозима разлаза између Штулића и Јуре Стублића, који је 1979. био певач Азре...

## Занимљивости
Екипа филма и новинари магазина Глорија су били у посети самом Штулићу у Холандији.
У уторак, 12. јула, око 13 часова, на његова врата позвонили су Мио Весовић и Инес Плетикос. Носили су поклоне: Мио четири урамљене фотографије Џонија и десет тврдо куваних јасканских јаја, а Инес флашу далматинског маслиновог уља, бадеме и суве смокве. Његова жена Џозефина их је позвала унутра, а два сата касније сам им се придружио и ја.— Круно Петриновић